# Wikstroemia
Wikstroemia é um género botânico pertencente à família Thymelaeaceae.